# Chiesa di San Giovanni Battista (Barge)
La chiesa di San Giovanni Battista è la parrocchiale di Barge, in provincia di Cuneo e diocesi di Saluzzo; fa parte della zona pastorale di Barge, Bagnolo Piemonte e Valle Po.

## Storia
Una chiesa a Barge esisteva già intorno all'anno 1000; tale chiesa era in stile romanico e il campanile fu edificato presumibilmente tra i secoli XI e XII da maestranze piemontesi.
Nel XV secolo la torre venne sopraelevata e dotata di un orologio che prima apparteneva alla chiesa di San Maurizio di Pinerolo e di nuove campane.
Nel XVI secolo l'interno della chiesa fu completamente rifatto in stile gotico piemontese; dalla relazione della visita apostolica compiuta nel 1584 da monsignor Peruzzi s'apprende che la chiesa di Barge aveva il pavimento malmesso e sporco, che non aveva i vetri alle finestre, che i muri non erano ricoperti da calce e che dei diciotto altari contenuti cinque meritavano di essere sconsacrata e dunque demoliti e tre semplicemente riparati.
Il 20 agosto 1623, l'arcivescovo di Torino Filiberto Milliet, compiendo la sua visita pastorale presso la chiesa, annotò che era a tre navate, delle quali le laterali erano prive di volte e di pavimento, che vi erano altre mancanze riguardo al fronte battesimale e ad alcuni altari, tra i quali due dovettero essere sconsacrati.
Il 16 maggio del 1728 parte della chiesa crollò; l'avvenimento fu causato, come poi rivelò una perizia, dal fatto che le colonne non erano adatte a sostenere un così grande peso.
Si decise di riedificare la chiesa ex novo e l'architetto monregalese Francesco Gallo fu incaricato di redigere il disegno del nuovo edificio.
La prima pietra dell'attuale parrocchiale venne posta il 9 luglio 1730; la chiesa fu aperta al culto già nel 1740, ma poté dirsi conclusa in ogni sua parte solo nel 1760 e il 4 ottobre 1772 venne impartita la consacrazione dall'arcivescovo di Torino Francesco Luserna Rorengo di Rorà.

Nel 1987 la chiesa fu dotata dell'impianto di riscaldamento e nel 1998 il tetto subì un sostanziale rifacimento.

## Descrizione

### Esterno
La facciata, in mattone faccia a vista, è divisa in due registri, entrambi caratterizzati da lesene; presenta al di sopra del portale una nicchia ospitante una statua il cui soggetto è San Giovanni Battista e realizzata all'inizio del XX secolo.

### Interno
L'interno è ad un'unica navata sulla quale s'aprono sei cappelle laterali; l'aula termina con il presbiterio rialzato di due gradini e a sua volta chiuso dall'abside semicircolare.

Opere di pregio conservate all'interno sono la pala avente come soggetto il Battesimo di Cristo, realizzata da un pittore ignoto del XVIII secolo, e l'organo, costruito tra il 1740 e il 1744 e restaurato dal regio organaro Giovanni Battista Concone tra il 1778 e il 1779.